# Rudone
Il Rudone è un torrente della provincia di Brescia lungo 7 km. Nasce a Villa, frazione di Serle e confluisce nel Naviglio Grande Bresciano all'altezza di Virle, frazione di Rezzato. Il torrente è compreso nei comuni di Serle, Paitone, Nuvolento, Nuvolera, Mazzano e Rezzato. È canalizzato da Paitone. A Nuvolera si unisce al canale Abate prendendo il nome di canale Rudone-Abate.